# Миноли, Ренцо
Ренцо Миноли (итал. Renzo Minoli, 6 мая 1904 — 18 апреля 1965) — итальянский фехтовальщик-шпажист, олимпийский чемпион и чемпион мира.

## Биография
Родился в 1904 году в Милане. В 1928 году стал чемпионом Олимпийских игр в Амстердаме. В 1930 году завоевал серебряную медаль на Международном первенстве по фехтованию в Льеже. В 1931 году стал чемпионом Международного первенства по фехтованию в Вене. В 1932 году стал серебряным призёром Олимпийских игр в Лос-Анджелесе. В 1933 году стал чемпионом Международного первенства по фехтованию в Будапеште.
В 1937 году Международная федерация фехтования задним числом признала все проходившие ранее Международные первенства по фехтованию чемпионатами мира.